# Silat
Silat é um termo genérico usado para generalizar as formas de artes marciais oriundas da Indonésia. As suas origens remontam ao Sudeste Asiático.E como consequência ela influenciou diretamente o krabi krabong e a eskrima. Os praticantes são chamados de pesilat. A fusão de silat com estilos chineses é conhecido como kuntao.
Existem centenas de estilos diferentes, mas eles tendem a se concentrar tanto em pancadas, manipulação articular, armas brancas, arremessos, técnicas baseadas em animais, ou alguma combinação destes. O silat é um dos esportes incluídos nos Jogos do Sudeste Asiático e outras competições em toda a região. Salões de treinamento são supervisionados por distintas organizações nacionais em cada um dos principais países onde a arte é praticada. Estes são Ikatan Pesilat Indonésia (IPSI) da Indonésia, Persekutuan Silat Kebangsaan Malásia (PESAKA) da Malásia, Persekutuan Silat Brunei Darussalam (PERSIB) de Brunei e Persekutuan Silat Singapura (PERSISI) de Singapura.

## História
O silat é uma arte marcial de combate e sobrevivência que durante séculos foi evoluindo dentro da cultura social e da tradição das civilizações da Indonésia, Malásia e do Sultanato de Brunei.
A palavra silat é de origem indonésia, mais comumente utilizada na ilha de Sumatra. O substantivo silat tem um formidável arsenal de termos utilizados para referir-se a artes marciais no Sudeste da Ásia. Pode-se dizer, na Malásia como seni silat (arte do silat), seni bela-diri (arte da autodefesa) e algumas vezes ilmu silat (conhecimento de silat).
Durante a época da colonização, tanto na Malásia e em Singapura (ex-colônias britânicas), como na Indonésia (ex-colônia holandesa), praticantes do silat (conhecidos como pesilat) usavam a arte marcial como uma forma de se libertar das autoridades estrangeiras, assim como aconteceu nas Filipinas (ex-colônia espanhola), onde os combatentes revolucionários também utilizavam a arte marcial nos confrontos contra o exército espanhol a fim de derrotá-los e assim conquistar independência da Espanha.

## Classificação
Devido ao fato de existir em mais de um país, o silat sofreu modificações e variações em cada um dos países em que era praticado. Portanto, o silat possui peculiaridades que o difere de região para região.
Assim, o silat foi dividido em três principais grupos:
- Silat indonésio (pencak silat);
- Silat malaio (silat melayu);
- Silat filipino (eskrima ou kali).

### Silat indonésio
Originário da Indonésia, mais conhecido internacionalmente como pencak silat (pronuncia-se pen-chuck see-lut), pen cack silat, pen chack silat ou pentjak silat (ortografia holandesa).
Por haver uma grande diversidade cultural na Indonésia, o silat indonésio possuia variações em cada região onde era praticado. Essas variações transformaram-se nas diferentes escolas e estilos de silat indonésio.
Por se tratar de lugar onde existia diversos grupos étnicos, muitas vezes com idiomas ou dialetos próprios, cada comunidade Indonésia utilizava um termo para referir-se a essa arte marcial vulgarmente chamada de silat:
- Na Batavia (hoje Jacarta), o povo betawi referia-se à arte marcial silat como maen pukulan;
- No oeste de Java o povo sundanês chamava essa arte de maempo ou maenpo (abreviação de "maen poho");
- Em toda a ilha de Java, o povo javanês chamava-a de pencak;
- No oeste de Sumatra, o povo minangkabau conhecia-a como silat ou silek.

Há também relatos de outras palavras utilizadas em menor escala na Indonésia para referir-se ao silat indonésio, tais como parmoca, silat sile, penak, mamenca, entre outros.
Em 1946 na Indonésia, a palavra pencak silat foi escolhida como um termo unificador de todos os termos usados para referir-se ao silat indonésio. Essa decisão foi estabelecida com a criação da "Associação de Pencak Silat da Indonésia", a "IPSSI - Ikatan Pencak Silat Seluruh Indonesia". A palavra seluruh, no contexto da frase, dava à Indonésia um sentido de exclusividade sobre o pencak silat, e isso não era bom, pois havia um crescente interesse no silat indonésio por parte dos países vizinhos tais como Malásia, Singapura e Brunei.
Para não excluir as suas contribuições e também não insultar os países vizinhos, em 1948, na cidade de Surakarta (Solo), na ilha de Java, ficou determinado que a associação passaria a se chamar "IPSI - Ikatan Pencak Silat" (Associação Indonésia de Pencak Silat), fazendo com que não parecesse para os outros países que a Indonésia estivesse reivindicando propriedade exclusiva do pencak silat, mas simplesmente proclamando-se como apenas um dos países nos quais pencak silat era praticado.
Em 1950, pencak silat foi reconhecido oficialmente pela República da Indonésia como esporte nacional. No entanto esse termo unificador só entrou em vigor em 1973, quando representantes de diferentes escolas e estilos finalmente concordaram formalmente com o uso do "pencak silat" no discurso oficial, embora os termos utilizados inicialmente para referir-se ao silat indonésio ainda sejam amplamente utilizados a nível local:
- A palavra "pencak" e seus derivados dialéticos tais como "mosyak", "pamoncak", "poncak", "penca" e "menca" são mais comumente utilizados na Indonésia, especialmente pelas comunidades de Java, Madura e Bali. A palavra "penca" ou "panca" é mais utilizada no oeste de Java e "menca", "mencak", "manca" ou "mancak" em Madura e Bali;
- Já o termo "silat" ou "silek" é utilizado em Sumatra.

Logo, a palavra pencak silat é um composto dos dois termos mais comumente utilizados para artes marciais na Indonésia.
No uso moderno, pencak e silat são considerados como sendo dois aspectos da mesma prática. Pencak é o aspecto do desempenho da arte marcial, enquanto silat é a essência da luta e da auto-defesa.
No dia 11 de Março de 1980 foi fundado em Jacarta a "Federação Internacional de Pencak Silat", também chamada de Persilat (não confunda com pesilat). A palavra persilat é um acrônimo de "Persekutuan Pencak Silat Antarabangsa".

### Silat malaio
Silat melayu (lit. "silat malaio") é um termo geral para os tipos de silat criado na península do sudeste da Ásia, particularmente na Malásia, Tailândia, Brunei e Singapura. A tradição silat tem raízes profundas na cultura malaia e pode-se rastrear sua origem até os primórdios da civilização malaia, há dois mil anos.
Desde a idade clássica, o silat malaio sofreu uma grande diversificação e formou o que hoje é tradicionalmente reconhecido como a fonte do pencak silat indonésio.
Atualmente, o termo silat melayu é mais freqüentemente usado para diferenciar os estilos malaios do silat pencak indonésio.

#### Silat pattani
Silat pattani é um estilo de silat originário do reino Pattani, situado entre o que é agora o norte da Malásia e o sul da Tailândia. Também é conhecido como silat tua (lit. "velho silat"), porque a tradição o credita como a forma mais antiga de silat malaio.

### Silat filipino
Originário das Filipinas, também conhecido como eskrima ou kali.